# Sub Zero Project
Sub Zero Project – holenderski duet, produkujący muzykę hardstyle. W jego skład wchodzi Thomas Velderman (urodzony 19 kwietnia 1996) i Nigel Coppen (urodzony 9 marca 1997). Ich styl prezentuje bardziej cięższą i mroczną stronę hardstyle.

## Historia
Początkowo Nigel Coppen sam tworzył muzykę, pod pseudonimem Sub Zero. Nawiązał kontakt z Thomasem Veldermanem za pośrednictwem internetowego forum; słuchali nawzajem swoich utworów, a następnie postanowili pracować razem. Velderman dołączył do Coppena i rozpoczęli razem tworzyć swój pierwszy duetowy utwór. Jednak później zadecydowali współpracować na stałe, więc „Project” został dodany do nazwy, aby wyjaśnić, że jest to duet.
W styczniu 2017 roku wydali utwór, który ich rozsławił, jak i spowodował zamieszanie na scenie hardstyle. Ich utwór "The Project" wprowadził nowy styl do hardstyle, który to podłapali inni artyści i rozpoczęli produkcje swoich utworów w nowym charakterze. Nowy nurt został nazwany Psy style – od brzmienia linii basowej, identycznej jak w psy trance. Niektórzy uważali, że ten nowy wpływ nie pasuje do Hardstyle. Jednak psy style szybko stracił popularność ale psy style kick na stałe wszedł do hardstyle.
W 2018 roku Q-Dance wybrał ich aby wykonali hymn Qlimax, zatytułowany „The Game Changer”.

## Jedne z najpopularniejszych ich utworów
- Headhunterz & Sub Zero Project – Our Church
- Devin Wild & Sub Zero Project – Meltdown
- Timmy Trumpet & Sub Zero Project – Rockstar
- Sub Zero Project & Phuture Noize – We Are The Fallen
- Sub Zero Project – The Project
- Da Tweekaz & Sub Zero Project – DRKNSS
- D-Block & S-te-Fan & Sub Zero Project – Darkest Hour
- Sub Zero Project ft. Christina Novelli – The Contagion
- Sub Zero Project - HALO
- Hardwell & Sub Zero Project - Judgement Day